# 布雷達迅雷無後座力炮
布雷達迅雷無後座力炮（義大利語：Breda Folgore）是一款由意大利布雷達機械公司所研製和生產的無後座力反坦克武器，旨在取代類似但已過時的106毫米無後座力炮，發射80毫米高爆反坦克彈頭。
該無後座力炮裝上兩腳架和裝在三腳架以上時分別重達18.9（41.67磅）和27（59.52磅）。迅雷無後座力炮的研發始於1974年，並於1986年獲意大利軍隊所採用。直到2001年生產了800多門迅雷無後座力炮。

## 說明
迅雷的發射器是一門无后座力炮，可以發射一枚射後推進式火箭助推投射彈（簡稱：RAP）。它是由一根由高強度镍钴钢構成的長而可重複使用的發射管所組成。鎳鈷鋼的使用不僅使其重量保持在合理的水平，而且還能夠發射初速比以前其他同類武器更高的投射彈。迅雷裝填彈藥時，需要將尾部噴嘴的炮閂打開並且向側面傾斜以露出插入彈藥的膛室。炮彈彈殼沿其側面穿孔，在發射時可讓火藥燃氣從流向後方並且從噴嘴排出，以實現無後座力的效果。彈殼裡填充的一公斤裝藥用以將彈頭發射出去。在彈頭離開炮口以後，六枚尾翼展開到位。展開以後的尾翼會稍微傾斜以賦予彈頭旋轉力。在彈頭已達到安全距離以後，彈載火箭發動機點火，將彈頭從385米／秒提升到500米／秒（1,640.42英尺／秒），使彈頭500公尺以內的彈道軌跡幾乎平直。

## 操作
迅雷可在兩種配置狀態以下操作。第一種是肩射型武器，最大有效射程為500公尺。當迅雷在1980年代開始生產時，另外兩種更常用的配置是裝上兩腳架或將武器安裝在三腳架以上，並且使用伽利略公司的重合式测距仪，在炮手的瞄準具以內追加一個閃爍的光點，向炮手顯示炮彈的飛行時間、瞄準點以及真正的撞擊點；類似於為早期為瑞典卡爾·古斯塔夫所研發的瞄準具。現今，各種公司提供了許多的激光測距儀，可以在更遠的距離上達到更高的精度。這種配置需要兩名操作兵員，並且可在高達1,000尺的範圍以內作有效射擊。迅雷配備了5倍光学瞄準鏡，也可改為裝上夜視瞄準具。
迅雷是一款非常準確的武器。技術熟練的團隊可每15秒鐘發射一發，但這種高射速只能在炮管過熱以前維持著兩分鐘。

## 彈藥
高爆反坦克彈（HEAT）的初速是385米／秒（1,263.12英尺／秒），加上其火箭發動機的推進力以後的最高速度是500米／秒（1,640.42英尺／秒）。彈載火箭可讓高爆反坦克彈僅需3秒的飛行時間就能達到1,000公尺的飛行距離。在500公尺處的最大軌跡高度為2.2公尺，在700公尺處也不到3公尺。高精度和高彈速使迅雷有著比類似系統要長的有效射程。高爆反坦克彈頭填充了B炸药。
5.2千克的高爆反坦克彈可貫穿超過450毫米的軋壓均質裝甲（RHA），但這不足以擊破現代坦克或大多數受爆炸反應裝甲（ERA）所保護的正面裝甲表面。然而，它卻可用作對付地堡和沙袋炮位以及除主戰坦克之外的任何裝甲車輛的突擊支援武器。

## 使用
因為開發時間較長，導致迅雷服役時也為時已晚；到了現在，其性能表現很明顯地不足以應對新一代主戰坦克。但考慮到其重量和尺寸，加上在反坦克导弹系統己得到各國的廣泛應用以下仍然性能優秀，使得它還有改進的可行方案，比如裝上激光測距儀或多款高爆反坦克彈頭。雖然迅雷具有比同類武器更高的堅固性、易用性和良好性能，但卻並未按照原定計劃般發配給軍方大型編制單位，只在偶爾少數的訓練活動當中使用。
直到2015年，作為“第一實踐”任務的一部分，一批數量未知的迅雷系統已被移交給身為伊拉克國民警衛軍一部分的佩什梅格所屬的庫爾德士兵，用以打擊伊斯兰国。

## 使用國
- 義大利
- 伊拉克库尔德斯坦[8]

## 資料來源
1. ↑  forecastinternational.com[永久]
2. ↑  Eric Laurie“迅雷——非制導反坦克武器的進展”（FOLGORE - An Advance in unguided anti-tank weapons）亞洲期刊第2/1980號第56—57頁
3. ↑  在意大利，許多國防評論員認為迅雷只是政治工程項目以及輪子的重新發明。
4. 1 2  Eric Laurie“迅雷——非制導反坦克武器的進展”（FOLGORE - An Advance in unguided anti-tank weapons）亞洲期刊第2/1980號第58頁
5. ↑  諾里斯（Norris）, p. 62
6. ↑  附注——此外，布雷達的官方手冊當中也作了同樣的陳述。
7. ↑  . janes.com.
8. ↑  .   [2015-03-20]. （原始内容存档于2015-02-07）.